# Final Fantasy XI

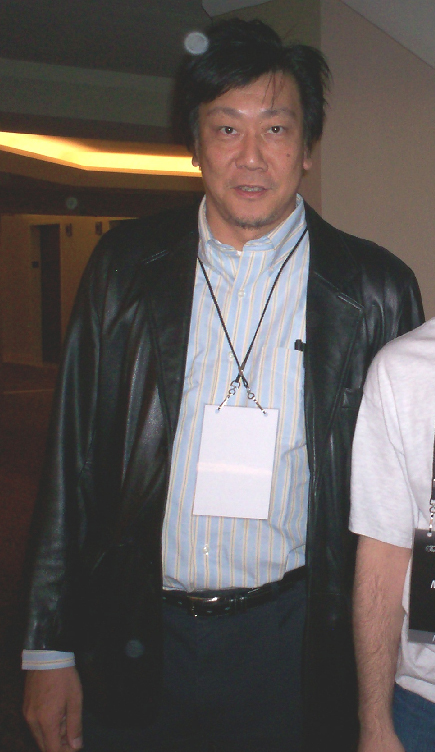
Hiromichi Tanaka, leitender Entwickler des Spiels (1999–2012)

Final Fantasy XI (OT: jap. ファイナルファンタジーXI, Fainaru Fantajī Irebun) ist ein Teil der Final-Fantasy-Serie und erstmals in der Serie als Massively Multiplayer Online Role-Playing Game (MMORPG) konzipiert. Final Fantasy XI hat eine gleichbleibend stabile Benutzerbasis von über 500.000 Spielern. Ende April 2009 gab es in Vana'diel 2 Millionen aktive Charaktere.
Wie bei manchen MMORPGs üblich, muss für Final Fantasy XI ein monatliches Entgelt entrichtet werden, das sich durch verschiedene Aktionen erhöhen kann (z. B. durch das Beantragen einer zusätzlichen Content-ID).

## Allgemeines
Final Fantasy XI hat kein vordefiniertes Ziel, sondern bietet eine Vielzahl an Möglichkeiten, um sich in der Fantasiewelt Vana'diel zu beschäftigen. So kann man neben den Leveln der Berufe das gegenwärtige und vergangene Vana'diel von seiner Entstehung an in Missionen (der Hauptgeschichte) und Quests näher kennenlernen. Man kann sich in einer von neun Handwerksgilden der Herstellung von Gegenständen widmen oder in den beiden PvP-Events Ballista und Brenner gegen andere Spieler antreten. Ebenso kann man seinen eigenen Chocobo vom Ei bis zum erwachsenen Chocobo großziehen und sogar Rennen gegen andere Spieler veranstalten. Die Möglichkeiten in diesem Spiel sind beinahe unbegrenzt, regelmäßige monatliche Updates erscheinen weiterhin (Stand: März 2022).
Zwei Besonderheiten gegenüber anderen Spielen des Genre sind die Möglichkeit mit einem Charakter alle zweiundzwanzig Berufe auf das Maximallevel 119 zu bringen, sowie die in weiten Teilen des Spieles zwingende Notwendigkeit mit anderen Spielern zusammenzuarbeiten, sei es beim Leveln oder beim Erfüllen von Quests und Missionen.
Final Fantasy XI erschien zuerst in Japan für die PlayStation 2. Da für das Spiel die nie in Europa veröffentlichte 40-Gigabyte-Festplatte benötigt wurde, mussten Europäer auf die PlayStation-2-Version verzichten. Zum Spielen wird die von Square Enix veröffentlichte Software PlayOnline verwendet. Diese bot über viele Jahre auch die Möglichkeit neue Inhalte zu kaufen, Bildschirmhintergründe herunterzuladen oder einen E-Mail-Account einzurichten. Auf Grund fehlender Modernisierungen der im Jahr 2000 erschienen Software, sind sämtliche Funktionen, bis auf das Installieren und Spielen von Final Fantasy XI, nicht mehr vorhanden und wurden teilweise in Webdienste von Square Enix überführt.
PlayStation-2-, Xbox-360- und Windows-Benutzer können auf den gleichen Servern miteinander spielen. Die Xbox-360-Version ist am 20. April 2006 erschienen. Das Spiel war auf Englisch, Japanisch, Deutsch und Französisch spielbar. Am 8. Juli 2014 wurde die Option, das Spiel auf Deutsch und Französisch zu spielen, entfernt. Das Spiel ist aber weiterhin in Englisch und Japanisch verfügbar. Für die japanische Version benötigt man jedoch das japanische Spiel. Es gibt keine Server für spezielle Sprachen, Spieler aus aller Welt spielen auf den gleichen Servern, sodass Japaner, Amerikaner, Europäer und alle anderen immer wieder aufeinander treffen können.
Es gibt bisher die fünf Erweiterungen Rise of the Zilart, Chains of Promathia, Treasures of Aht Urhgan, Die Flügel der Göttin und Im Banne Adoulins, welche nicht nur neue Berufe und Gebiete, sondern auch neue Missionen gebracht haben. Eine von drei kleineren Spielerweiterungen, Kristalline Erinnerungen, ist seit dem 23. März 2009 in Europa erhältlich. Eine weitere Erweiterung, Mooglepiez im Mooglekiez ist ab dem 6. Juli 2009 erhältlich, wurde aber erst mit einem PlayOnline Update Ende Juli 2009 verfügbar. Daneben ist noch Das Schisma der Shantotto am 11. November 2009 erschienen, welches wie die beiden anderen Erweiterungen neue Story-Elemente, Quests und Karten beinhaltet.
Im März 2015 wurde bekannt gegeben, dass die Unterstützung der PlayStation-2- und Xbox-360-Versionen Ende März 2016 eingestellt wird. Seit dem 31. März 2016 kann das Spiel auf diesen Plattformen nicht mehr gestartet werden, Square Enix bietet aber einen kostenlosen Transfer des Spiels auf den PC an.
Trotz der Angaben der Entwickler, dass die zwischen Mai und November 2015 für Spieler kostenlos erschienene Erweiterung Rhapsodies of Vana'diel, die letzte sein würde, veröffentlichte Square Enix zwischen August 2020 und Mai 2023 monatlich weitere Inhalte unter dem Titel: The Voracious Resurgance.
Im März 2023 wurde bekannt gegeben, dass zwar weiterhin monatliche Updates erscheinen sollen, diese werden sich aber auf Stabilität und Fehlerbehebung konzentrieren und keine neuen Inhalte mehr enthalten. Gleichzeitig kündigte der bisherige Produzent des Spieles, Akihiko Matsui sich aus der Entwicklung zurückzuziehen und gab seine Aufgaben im Mai 2023 an den Regisseur des Spieles, Yoji Fujito, ab.

## Gameplay

### Rassen
Der Spieler erstellt sich einen Charakter aus einer der fünf Rassen, die sich in der Ausgewogenheit ihre Statuswerte, wie Schnelligkeit, Stärke usw. unterscheiden:
- Mithra: Katzenähnliche Wesen, die nur als Weibchen in Vana'diel vertreten sind. Ihre Werte sind auf Schnelligkeit und Treffsicherheit ausgelegt.
- Hume: Menschen, die am weitesten in Vana'diel anzutreffen sind. Sie sind sehr vielseitig, da alle ihre Werte sehr ausgewogen sind.
- Elvaan: Große, schlanke Wesen mit abstehenden spitzen Ohren. Elvaan haben hohe Vitalität und sind geistig im Vorteil gegenüber anderen Rassen.
- Galka: Die muskulösen, bärenartigen Wesen, die mit den Humes zusammenleben. Sie sind bekannt für ihre enorme physische Kraft.
- Tarutaru: Im Südwesten beheimatete Zwergenwesen. Tarutaru haben ein kindliches Äußeres und reichen den Hume knapp über die Knie. Sie sind mental allen anderen Rassen überlegen.

### Nationen
Zu Beginn des Spiels entscheidet sich der Spieler, für welche Nation er das Abenteuer beginnen möchte:
Die Republik Bastok: Die jüngste Stadt ist im südlichen Teil des mittleren Kontinents „Quon“ gelegen. Ihre Staatsform ist eine Demokratie. Der Präsident, der alle Jahre vom Volk gewählt wird, nimmt die führende Rolle der Regierung ein. Einst wurde die Stadt von Minenarbeitern gegründet. Schnell waren die Minen erschöpft, doch Bastok konnte in den Jahren ihres wirtschaftlichen Aufstiegs ihre Technologie vorantreiben. So brachte ihre wissenschaftliche Neugier die Luftschiffe hervor.
Das Königreich San d'Oria: Das stolze Königreich der Elvaan, das am nördlichen Teil des „Quon“ Kontinents liegt, wurde einst nach einem brutalen Bürgerkrieg wieder erbaut. Seit über 500 Jahren wird das Königreich von einer bestehenden Adelsfamilie geführt. Beschützt wird das Königreich von zwei Ritterorden, der Königlichen Garde und den Tempel Rittern.
Die Föderation Windurst: Im Süden des westlichen Kontinent „Mindartia“ gelegen, setzt sich die Föderation aus den 5 Oberhäuptern der Tarutaru-Ministerien zusammen. Mit Hilfe der Prophezeiungen des Oberhauptes, der Star Sibyl, leiten sie ihre Ministerien und so gemeinsam das Volk von Windurst. Ebenfalls in Windurst ansässig sind die Mithra. Sie stammen ursprünglich aus dem im Dschungel gelegenen Dorf Kazham.
Der Spieler kann in seiner Nation bis zu Rank 10 aufsteigen. Je höher der Rank, desto geschichtslastiger und herausfordernder ist die Mission.
Nationen, die der Spieler nicht auswählen kann, sind das „Großherzogtum Jeuno“ und „Das Imperium von Aht Urhgan“. Bei Letzteren kann sich der Spieler als Söldner eintragen lassen, sobald er das Reich betritt, um dort geschichtsbezogene Missionen anzunehmen.

### Berufe
Final Fantasy XI führt 22 unterschiedliche Berufe (Jobs) mit sich, die größtenteils schon bei anderen Final-Fantasy-Teilen vorhanden waren.
Zu Beginn entscheidet sich der Spieler zwischen 6 Berufen.
- Krieger: Ein Waffenmeister, der alle gängigen Waffen verwenden kann. Können schwere Rüstungen und Schilde tragen.
- Weißmagier: Heilende Zauberer, die Gefährten mit Magie kurieren und beschützen.
- Schwarzmagier: Das Äquivalent zu heilende Zauberer. Schwarzmagier bedienen sich der Naturelemente und richten Feinden schweren Schaden mit ihren Angriffszauber an.
- Rotmagier: Mit Schild und Schwert in ihrer Hand, bedienen sich Rotmagier die Zauber eines Weißen und Schwarzen Magiers. Oft werden Rotmagier als Alleskönner bezeichnet, da sie ebenfalls in Schwertkampf sehr bewandert sind.
- Dieb: Agile Kämpfer, die Feinde aus dem Hinterhalt angreifen. Besitzen die Fähigkeit, Feinde um ihr Geld und Gegenstände zu bestehlen.
- Mönch: Furchtlose Kampfmönche, die ihre physische Kraft bis zum Maximum ausreizen. Allein verlassen sie sich auf ihre Faustkampffähigkeiten.

Sobald der Spieler mit einem der ersten 6 Berufe Level 30 erreicht, stehen ihm die restlichen 16 Berufe zur Auswahl, die jedoch ein erfolgreiches Abschließen einer Aufgabe erfordern. Jederzeit steht es dem Spieler frei, seine Berufe beliebig oft und ohne jeglichen Verlust zu wechseln.
- Paladin: Krieger, die sowohl die Kampfkunst, als auch die Weißmagie beherrschen. Sie nehmen meistens den Angriff des Gegners für die Gefährten auf, da sie die beste Verteidigung aller Jobs besitzen.
- Dunkelritter: Das Gegenteil vom Paladin. Sie sind ausgezeichnete Kämpfer, besitzen aber auch Schwarzmagie. Sie machen sehr hohen Schaden, haben aber sehr wenig Verteidigung.
- Barde: Diese Minnesänger sind die besten Supporter im Spiel. Mit ihren Liedern können sie die Gruppe in vielerlei Hinsicht stärken, z. B. den Angriff der Gruppe erhöhen, oder die MP regenerieren.
- Jäger: Die Jäger haben sich auf den Fernkampf spezialisiert. Sie können zwar auch Nahkampfwaffen tragen, allerdings lohnt sich das nicht, denn ihre Distanzwaffen sind eindeutig stärker. Das Problem bei diesem Job ist allerdings, das der Jäger nicht sehr viel verträgt und so oft in einer Gruppe stirbt.
- Bestienbändiger: Die Bestienbändiger sind sehr Naturverbunden, wodurch sie sogar die Gabe besitzen, mit Tieren zu sprechen und sie zu kontrollieren.
- Beschwörer(*): Magier, die die verbotenen Künste der Beschwörung vollziehen und mächtige Wesen an ihrer Seite kämpfen lassen.
- Dragoon(*): Die Dragooner kämpfen mit Wyvern an ihrer Seite gegen die Bösen von Vana'diel. Ihr Wyvern kann (je nach Support Job) sogar den Dragooner heilen.
- Ninja(*): Hartes Training in den verbotenen Künsten des Fernen Ostens haben die Ninjas zu eiskalten Killern gemacht.
- Samurai(*): Diese Alleingänger beherrschen die Kampfkünste des Fernen Ostens wie kein anderer.
- Blaumagier(**): Diese mysteriösen Elite-Soldaten Aht Uhrgan's lernen ihre Magie durch ihre Gegner.
- Freibeuter(**): diese Nachfahren der Piraten gehen niemals ohne ihr Gewehr aus dem Haus. Sie nutzen das Glück der Altana, um ihre Gefährten zu stärken.
- Puppenmeister(**): Diese wandernden Künstler unterhalten ihr Publikum mit ihrem Automaten. Doch sollte man diese Puppe nicht unterschätzen.
- Gelehrter(***): Sie waren damals im Kristallkrieg eine große Hilfe. Durch Weiß- und Schwarzmagie Kenntnisse sind sie sogar heute noch eine große Hilfe.
- Tänzer(***): Während des Kristallkrieges waren die Tänzer nützlich durch ihre heilenden Tänze.
- Geomant(****): Sie nutzen die Kräfte der Erde und der Elemente um ihre Gruppenmitglieder zu unterstützen.
- Runenfechter(****): Im Kampf nutzen sie Runen um das Kampfgeschehen zu kontrollieren.

(*) = Das Addon „Rise of the Zilart“ wird benötigt, um diese Jobs freischalten zu können.
(**) = Das Addon „Treasures of Aht Urhgan“ wird benötigt, um diese Jobs freischalten zu können.
(***) = Das Addon „Die Flügel der Göttin“ wird benötigt, um diese Jobs freischalten zu können.
(****) = Das Addon „Im Banne Adoulins“ wird benötigt, um diese Jobs freischalten zu können.

## Romane zum Spiel
- Final Fantasy XI: Das Lied des Sturms. Band 1 von Miyabi Hasegawa, November 2006, Panini Verlag, ISBN 3-8332-1455-4
- Final Fantasy XI: Der Sternenschwur. Band 2 von Miyabi Hasegawa, Dezember 2006, Panini Verlag, ISBN 3-8332-1456-2
- Final Fantasy XI: Der Bund der Ewigkeit. Band 3 von Miyabi Hasegawa, März 2007, Panini Verlag, ISBN 3-8332-1457-0
- Final Fantasy XI: Das Schwert des Wächters. Band 4 von Miyabi Hasegawa, Mai 2007, Panini Verlag, ISBN 3-8332-1569-0
- Final Fantasy XI: Das Schwert des Wächters 2. Band 5 von Miyabi Hasegawa, 2007, Panini Verlag, ISBN 3-8332-1570-4
- Final Fantasy XI: Das Schwert des Wächters 3. Band 6 von Miyabi Hasegawa, Oktober 2007, Panini Verlag, ISBN 3-8332-1571-2
- Final Fantasy XI: Die Flügel der Ferne. Band 7 von Miyabi Hasegawa, März 2008, Panini Verlag, ISBN 3-8332-1726-X
- Final Fantasy XI: Der Stolz der Paladine 1. Band 8 von Miyabi Hasegawa, Juni 2008, Panini Verlag, ISBN 3-8332-1727-8
- Final Fantasy XI: Der Stolz der Paladine 2. Band 9 von Miyabi Hasegawa, September 2008, Panini Verlag, ISBN 3-8332-1728-6
- Final Fantasy XI: Der Stolz der Paladine 3. Band 10 von Miyabi Hasegawa, Dezember 2008, Panini Verlag, ISBN 3-8332-1729-4